# Lef (film)
Lef is een Nederlandse film uit 1999 van Ron Termaat, gebaseerd op een scenario van hemzelf. De film heeft als internationale titel Guts! en werd vertoond op het filmfestival van Toronto.

## Cast
| Acteur         | Personage     |
| -------------- | ------------- |
| Viggo Waas     | Olivier/Jules |
| Rick Engelkes  | Luc           |
| Victor Reinier | Clerence      |
| Alice Reys     | Marielle      |